# Меері
Ме́ері (ест. Meeri küla) — село в Естонії, у волості Нио повіту Тартумаа.

## Населення
Чисельність населення на 31 грудня 2011 року становила 311 осіб.

## Географія
Через населений пункт проходить автошлях 22190 (Ригу — Меері — Тиравере).